# Luluwa bint Fajsal Al Su’ud

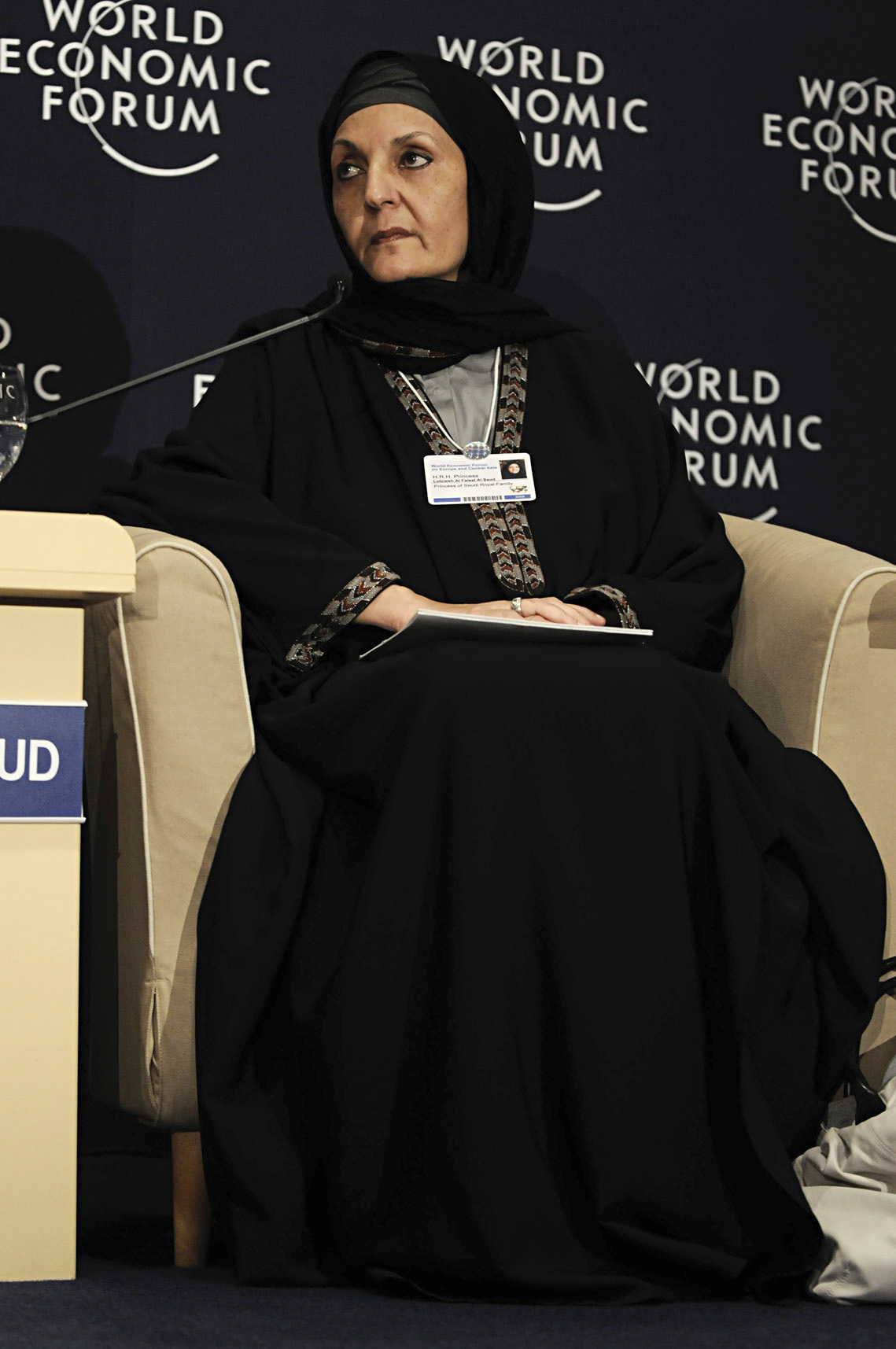

Luluwa bint Fajsal Al Su’ud (ur. 1948) – saudyjska księżniczka, córka króla Fajsala ibn Abd al-Aziza Al Su'uda i jego czwartej żony Iffat.

## Życiorys
Jest jednym z dziewięciorga dzieci króla Arabii Saudyjskiej Fajsala ibn Abd al-Aziza Al Su'uda i jego drugiej żony Iffat as-Sunajjan. Wychowywała się początkowo w pałacu królewskim w At-Ta'ifie k. Ar-Rijadu, zaś szkołę średnią ukończyła w Szwajcarii. Następnie wyszła za mąż za jednego z kuzynów, Sauda. Ze związku tego urodziło się troje dzieci. Małżeństwo po dziesięciu latach zakończyło się rozwodem.
Od 1990 bierze udział w życiu publicznym Arabii Saudyjskiej, będąc pod tym względem najaktywniejszą kobietą z rodziny panującej. Wspólnie z matką (zmarłą w 2000) prowadziła założoną przez nią szkołę dla dziewcząt, a następnie także żeński Uniwersytet Iffat w Dżuddzie, którym obecnie kieruje. Wielokrotnie brała udział w międzynarodowych konferencjach poświęconych edukacji i biznesowi oraz stosunkom międzyreligijnym. W 2005 zgodziła się, by jej fotografia została opublikowana w zachodnich mediach.
Włada, oprócz ojczystego języka arabskiego, językami angielskim i francuskim.